# Jacques Claude Beugnot
Jacques Claude Beugnot (Bar-sur-Aube, 25 giugno 1761 – Bagneux, 24 luglio 1835) è stato un politico francese.
Beugnot apparve come importante uomo politico durante la prima fase della Rivoluzione francese, divenendo uno dei capi del partito dei foglianti, assieme a Vincent-Marie Viénot de Vaublanc. Dopo la presa del potere di Napoleone Bonaparte, ebbe una brillante carriera militare, venendo insignito dell'incarico di Consigliere di Stato e di Ministro delle Finanze. Dopo la caduta dell'imperatore còrso e la successiva ripresa del potere da parte dei Borbone, Luigi XVIII lo nominò Direttore Generale della Polizia e Ministro della Marina Regia.